# NGC 5058
NGC 5058 é uma galáxia espiral na direção da constelação de Virgo. O objeto foi descoberto pelo astrônomo Wilhelm Tempel em 1883, usando um telescópio refrator com abertura de 11 polegadas. Devido a sua moderada magnitude aparente (+13,8), é visível apenas com telescópios amadores ou com equipamentos superiores.